# American Swedish Historical Museum
L'American Swedish Historical Museum fondé en 1926, est le plus ancien musée consacré à la culture suédoise aux États-Unis. Il se trouve à Philadelphie dans le Franklin Delano Roosevelt Park (en) sur un terrain donné à Sven Skute par la reine Christine de Suède au XVIIe siècle.